# Грабова (Заверцянський повіт)
Грабова (пол. Grabowa) — село в Польщі, у гміні Лази Заверцянського повіту Сілезького воєводства.
Населення — 740 осіб (2011).
У 1975-1998 роках село належало до Катовицького воєводства.

## Демографія
Демографічна структура станом на 31 березня 2011 року:
|          | Загалом | Допрацездатний вік | Працездатний вік | Постпрацездатний вік |
| -------- | ------- | ------------------ | ---------------- | -------------------- |
| Чоловіки | 369     | 61                 | 263              | 45                   |
| Жінки    | 371     | 48                 | 221              | 102                  |
| Разом    | 740     | 109                | 484              | 147                  |